# Eurokaz
Međunarodni festival novog kazališta Eurokaz kulturna je manifestacija koja se od 1987. do 2013. godine održavala u Zagrebu. Festival je prikazivao izvedbe suvremenog kazališta, s fokusom na razna strujanja u kazališnim estetikama 80-ih i 90-ih godina 20. stoljeća.
Na festivalu su nastupili brojni umjetnici koji su obilježili novo kazalište na prelasku iz 20. u 21. stoljeće: Rosas, La fura dels baus, Jan Fabre, Ron Athey, Societas Raffaello Sanzio, Needcompany, i drugi. Eurokaz  se ubraja među najznačajnije europske kazališne festivale, uz BITEF (Beograd), Edinburgh International Festival, Festival d'Avignon, Inteatro Festival (Polverigi), Sommerfestival (Hamburg) i Theater am Turm (Frankfurt).

## Povijest
Eurokazu je prethodio festival Dani mladog kazališta, koji je kazališna grupa Coccolemocco organizirala od 1974. do 1977. u Zagrebu i od 1980. do 1982. u Dubrovniku. Festival je prikazivao izvedbe koje su predstavljale pokušaje novog promišljanja kazališta, a osim kazališnih grupa iz Jugoslavije, nastupale su i grupe iz inozemstva.[i]
Jedan od razloga zbog kojih su Dani mladog kazališta prekinuti bila je avangardna i nekonvencionalna narav programa, zbog kojeg je festival izgubio institucionalnu potporu (što se pogotovo očitovalo kada su svoju podršku povukle Dubrovačke ljetne igre)[ii]. Ipak, kroz organizaciju Dana mladog teatra, članovi Coccolemocca Gordana Vnuk i Branko Brezovec stvaraju međunarodne kontakte s grupama koje se bave sličnim istraživanjima u kazalištu.
Želeći održati kontinuitet prikazivanja novih tendencija u kazalištu, Gordana Vnuk 1987. g. pokreće Eurokaz i postaje umjetnička ravnateljica festivala. Time Eurokaz nasljeđuje misiju započetu Danima mladog teatra, s time da od tada počinje prikazivati i inozemne radove – takva odluka proizlazi iz činjenice da se na međunarodnoj sceni u to vrijeme događaju razne promjene i inovacije u polju kazališta.[i]
Prvo izdanje Eurokaza održano je u sklopu Ljetne Univerzijade 1987.[ii]

## Festival
Festival se održavao jednom godišnje, tijekom ljeta. Svako je izdanje težilo biti koncipirano oko određenog suvremenog kazališnog fenomena i prikazivalo predstave koje su se njime bavile. Festival je time pokušavao pratiti razvojne linije kazališta kraja 20. stoljeća, koje su bile obilježene spajanjem teatra i visoke tehnologije, likovnosti, plesa i drugih medija[ii]. Osim međunarodnog dijela programa, Eurokaz je prikazivao i inovativno kazalište umjetnika s prostora bivše Jugoslavije, i tako neko vrijeme djelovao kao mjesto na kojem su umjetnici iz ostalih dijelova Europe i svijeta mogli doći u kontakt s njihovim radovima i poetikama.
Festival nije bio revijalan, nego mu je cilj bio pokazati postojeće smjerove razvoja kazališta, bez obzira na to jesu li bili prepoznati ili ne: Eurokaz nije nikada inzistirao samo na jednom pravcu, već je nastojao prikazati raznovrsnost i množinu različitih estetika (…) uključujući i one koje su nastajale na „rubovima“, još uvijek neprepoznate na širem planu.[ii]

## Izdanja

### 1987.
Prvo izdanje festivala, u sklopu Univerzijade, nastupa manifestno: nastavlja princip koji otvoreno propituje modele dominantne kazališne prakse. Festival stavlja fokus na budućnost kazališta, koja se tada tek nazire u pokušajima mišljenja drugačijih, tada još marginalnih, modela.[iii]
Na festivalu su te godine u međunarodnom programu nastupili: Krypton (Italija), Harald Weiss (Njemačka), Studio Hinderik (Nizozemska), Rosas (Belgija), Teatro Delle Bricole (Italija), Teatro Gioco Vita (Italija), TAM – Teatromusica (Italija), Centrum Swiatla (Poljska), Compagnia teatrale di G. B. Corsetti (Italija) i La Fura dels Baus (Španjolska)
Od jugoslavenskih kazališnih grupa nastupili su: Kozmokinetično Gledališće Rdeči pilot (Slovenija), Kugla (Hrvatska), a svoje autorske projekte i režije prikazali su: Jasna Knez, Damir Bartol Indoš, Boris Bakal, Tomaž Pandur, Zlatko Sviben, Branko Brezovec i Janez Pipan.

### 1988.
U međunarodnom dijelu festivala te je godine prezentirano američko kazalište, a gostujući umjetnici bavili su se pitanjem odnosa teatra i tehnologije. Jugoslavenski dio programa odnosio se na ulazak novih estetika u kazališne institucije.[iv]
Na festivalu su te godine nastupili: Ilotopie (Francuska), Jan Fabre (Belgija), Soon 3 (SAD), Joe Goode Performance Group (SAD), Nightletter Theater (SAD), Rachel Rosenthal (SAD), Liz Lerman/Exchange (SAD), Nancy Karp + Dancers (SAD), Paula Court (SAD).
U domaćem dijelu programa svoje predstave su prikazali Vito Taufer, Branko Brezovec i Haris Pašović.

### 1989.
Fokus ovog izdanja festivala bio je na ideji nove dramaturgije: udaljio se od principa naznačenih prijašnjim izdanjima festivala koji su išli prema istraživanju veze kazališta i drugih medija, pogotovo vizualne komponente. Te je godine u središtu pažnje promišljanje tekstualnih, dramaturških i diskurzivnih odnosa koji u izvedbu unose nerazumljivost kao djelatni element.[v]
Od međunarodnih grupa nastupili su: Popmehanika, Derevo, Teatar Satirikon (SSSR), Etant donnés, Royal de luxe (Francuska), Societas Raffaello Sanzio (Italija), Needcompany (Belgija), a svoje režije i projekte prikazali su: Ivan Stanev (Bugarska) i John Jesurun (SAD).
U domaćem dijelu programa nastupilo je Kozmokinetično Gledališće Rdeči pilot (Slovenija), a režije su prikazali Branko Brezovec i Tomaž Pandur.

### 1990.
Ove godine je fokus festivala bio pretežito na pokušaju sagledavanja učinka koje je postigao kroz svoje postojanje – ponovna gostovanja grupa koja već nastupila na festivalu postavila su pitanje je li se u međuvremenu promijenio kontekst njihovih izvedbi i recepcije, a za domaću scenu pitanje je bilo jesu li i kako prakse predstavljene unazad nekoliko godina pridonijele razvoju novog jugoslavenskog kazališta i njegove recepcije.[vi]
U međunarodnom dijelu programa nastupili su: La fura dels baus, Rosas, Station House Opera (Velika Britanija), a prikazana je i režija Ivana Staneva.
U domaćem dijelu programa ponovno je nastupila grupa Kozmokinetično gledališće Rdeči pilot, a režije su prikazali Vito Taufer, Haris Pašović i Branko Brezovec. Također je nastupilo slovensko Gledališće „Helios“.
Ove godine se po prvi puta uvodi popratni program na kojem je prikazan showcase koreografa u suradnji s Tjednom suvremenog plesa. Također, u programu „Off-Eurokaz“ prikazane su predstave Siniše Miletića i grupe Simul 3.

### 1991.
Stalni gosti prijašnjih izdanja festivala postajali su sve vidljiviji na međunarodnoj sceni. S tim je u vidu cilj 5. izdanja Eurokaza bio prikazati radove mladih, još nepoznatih autora, tražeći u njihovim poetikama nove mogućnosti za inovaciju u kazalištu.[vii]
U međunarodnom programu te godine su nastupili: Saburo Teshigawara/KARAS (Japan), Societas Raffaello Sanzio, Klin/Pejzaži (SSSR), Arena Teatro (Španjolska), Athanor Danza (Kolumbija), Théâtre du Point Aveugle (Francuska), Bak-Truppen (Norveška).
S područja bivše Jugoslavije nastupili su: Kazališna skupina Pinklec, Uplašene žirafe, Linija manjeg otpora i Ivana Popović, Montažstroj i Radio 101 (Hrvatska); Kačinsky Troup (Srbija) i Gledališće Glej (Slovenija). Svoju režiju prikazao je i Vito Taufer.

### 1992.
Izdanje festivala 1992. g. održalo se za vrijeme rata na Balkanu. Organizacija je bila otežana i mnoge grupe koje su trebale nastupiti otkazale su gostovanje. Te godine je naglasak bio stavljen na kazališne grupe Latinske Amerike, kao predstavnike ne-europskog teatra.[viii]
Od međunarodnih grupa te godine su nastupili: Théâtre du Radeau (Francuska), Integro Grupo de Arte (Peru), Grupo Teatro Libre (Argentina) i Company Ester Linley (Austrija).
Osim njih sudjelovali su: Hvarsko pučko kazalište, Teatar Lero, Plesni studio Kulturnog centra „V. Nazor“, Kugla (Hrvatska); Šola za kritiko gledališća i Kozmokinetični kabinet Noordnung (Slovenija). Svoje režije prikazali su Vito Taufer, Branko Brezovec i Tomaž Štrucl.

### 1993.
Ovo izdanje festivala predstavljalo je nastavak prošlog utoliko što je opet u centar pažnje stavilo latinoameričke kazališne grupe, uz pojedine inovativne autore iz drugih europskih zemalja.[ix]
U međunarodnom dijelu festivala nastupili su: Societas Raffaello Sanzio (Italija), Achim Freyer Ensemble (Njemačka), Disquis Tiquis (Kostarika), i Athanor Danza (Kolumbija).
Osim njih, svoje predstave prikazali su autori iz Hrvatske i Slovenije: Dragan Živadinov, Gregor Strniša, Damir Zlatar-Frey, Emil Hrvatin, Branko Brezovec, Damir Bartol Indoš, i Željko Zorica Šiš. Ovaj dio programa za cilj je imao prikazati rad autora čija se vidljivost u ostatku Europe do tada povećala, iako su u regionalnom kontekstu i dalje bili na margini.

### 1994.
Fokus ovog izdanja Eurokaza bio je prikazati radove kazališnih grupa koje su se kroz svoju poetiku opirale logici tržišta i mainstreamu. Drugi cilj izdanja, koji se odnosio na dio programa koji je prikazivao predstave iz lokalnog konteksta, bio je preispitati položaj hrvatskih autora u europskom kontekstu.[x]
Međunarodna gostovanja te godine bile su: Hotel Pro Forma, Von Heiduck, Teatret Cantabile 2 (Danska), Blanca Li i Gnawa Halwa De Marrakech (Francuska).
Treću godinu za redom brojnije su bile izvedbe autora i grupa iz Hrvatske i Slovenije: svoje režije pokazali su Vito Taufer, Matjaž Pograjac, Damir Bartol Indoš, Nenad Dančuo i Željko Kipke, a prikazane su predstave Glumačke družine Histrioni, Kazališne radionice Pozdravi, Montažstroja i Kugle.

### 1995.
Te godine je festival bio podijeljen u nekoliko tematskih blokova: jedan se koncentrirao na novu generaciju francuskih redatelja, drugi na marginalne pojave u europskom teatru (poljsko kazalište Teatr male i), a treći na nezavisnu scenu u Hrvatskoj.[xi]
Od međunarodnih grupa nastupili su: Achim Freyer Ensemble (Njemačka), Teatr male i (Poljska), Theatre du Point Aveugle, Compagnie Nordey (Francuska), Theater Neumarkt (Švicarska).
Grupe i autori iz regije koji su prikazali svoje predstave bili su: Ivica Buljan, Branko Brezovec i Emil Hrvatin, a zasebni dio programa bio je posvećen hrvatskoj nezavisnoj kazališnoj produkciji: Teatru Exit, Teatru Garage, grupi Mig Oka i Teatru Lero.

### 1996.
Ovo izdanje festivala fokusiralo se na prikaz radova autora koji su se bavili poetikama već naznačenima na Eurokazu u prošlom desetljeću (kao što je npr. ikonoklazam). Prikazani su radovi međunarodno afirmiranih umjetnika (Jan Fabre, Robert Wilson), ali i Europi još nepoznatih grupa, kao što su Gekidan Kaitaisha i Op. Eklekt.[xii]
Od stranih autora svoje radove prikazali su: Goat Island, Robert Wilson (SAD), Stelarc (Australija), Jan Fabre (Belgija), Plasticiens volants (Francuska), Gekidan Kaitaisha, Op. Eklekt (Japan) i Artus (Mađarska).
Autori iz regije bili su: Dragan Živadinov i Marko Peljhan.

### 1997.
Tema festivala te godine bilo je tijelo na sceni: s jedne strane tradicija istočnih rituala na sceni, a s druge strane zapadni body art.[xiii]
Od međunarodnih grupa i autora nastupili su: Gekidan Kaitaisha, Ron Athey, Lawrence Steiger, Annie Sprinkle, Kimberly Silver (SAD), Orlan (Francuska), Franko B (Velika Britanija), Shakti i Vasantamala Dance Company (Indija), Compagnie Zigas (Togo) i La Fura dels Baus (Španjolska).
Od autora iz regije predstave su prikazali: Bobo Jelčić, Branko Brezovec i Montažstroj.

### 1998.
Program festivala je te godine imao za cilj prikazati autentične izvedbe raznih oblika azijskog teatra, s fokusom na inovaciju unutar tih izvedbenih tradicija.[xiv]
Od međunarodnih grupa nastupile su: Kodo, Bai-yu-kai-noh kazalište (Japan), Međunarodni centar za Kathkali (Indija) i Orchestra Stolpnik (Italija).
Od autora iz regije svoje predstave prikazali su: Borna Baletić, Bobo Jelčić, Kulturno umjetnička družina Uzgon i Fraktal Falus Teatar, Kazališna družina Pinklec, Schmrtz Teatar, Branko Brezovec, Emil Matešić i Ivica Buljan.

### 1999.
Predstave su te godine odabrane da podcrtaju i stave u pitanje odnos izvođača, glumca i lika.[xv]
Te godine u međunarodnom dijelu programa nastupili su: Daksha Sheth Company (Indija), L&O Amsterdam (Nizozemska), Forced Entertainment (Velika Britanija), Gerald Thomas i Companhia de Ópera Seca (Brazil), Fanny & Alexander (Italija), Rastislav Ballek i Divadlo SNP Matin (Slovačka), Goat Island (SAD) i Les Tambours de Brazza (Kongo).
U domaćem dijelu programa prikazane su predstave Bobe Jelčića, Branka Brezovca i Danijela Kušana.

### 2000.
To izdanje festivala prikazalo je pregled tri fenomena europskog kazališta: nove tendencije u institucionalnom teatru, novo talijansko kazalište, i drugu generaciju ikonoklasta. Fokus je stavljen na postavljanje klasičnih autora, pa su tako prikazana djela Henrika Ibsena, Williama Shakespearea i Luigija Pirandella.[xvi]
Međunarodni dio programa: Théâtre Gerard Philippe de Saint-Denis, François Pesenti (Francuska), Showcase Beat le Mot, Gob Squad (Njemačka), PME (Kanada), Fanny & Alexander, Teatrul Nottara (Rumunjska), Motus, Teatrino Clandestino (Italija).
Drugi dio programa uključio je predstave s Festivala alternativnog kazališnog izričaja (FAKI), na kojem su nastupile grupe iz Hrvatske: Bez ambalaže, Theatre des Femmes, i Oberiu.

### 2001.
Festival je te godine opet imao više fokusa: jedan je bio ples i glazba u izvedbenim umjetnostima, a drugi prikaz novih tendencija u suvremenom njemačkom kazalištu.[xvii]
Međunarodni dio festivala: Schaubühne, Deutsches Schauspielhaus in Hamburg (Njemačka), Nov Dramaticen Teatr Slza & Smjah (Bugarska), Goat Island (SAD), De Daders (Nizozemska) i La Compagnie François Verret (Francuska).
Od autora iz regije, svoj rad prikazali su Damir Bartol Indoš i Branko Brezovec, a koncert je održala i grupa Let 3.

### 2002.
Ovo izdanje festivala bilo je opet koncipirano oko prikazivanja poetika kazališnih grupa koje u to vrijeme nisu imale veliku vidljivost u Europi, i shodno tome nisu bile dio mainstreama – ovaj put u centar pažnje stavljene su kazališne grupe iz Afrike.[xviii]
Od međunarodnih grupa i autora nastupili su: William Kentridge i Kevin Volans (Južnoafrička Republika), Stan's Café (Velika Britanija), The Alajotas Dance Company (Nigerija), The Atlas Group i Walid Ra'ad (Libanon), Tearino Clandestino (Italija), International Visual Theatre (Francuska), Raiz di Polon (Zelenortska Republika), Hans Hof Ensemble (Nizozemska) i Josse de Pauw (Belgija).
Od hrvatskih autora radove su prikazali Branko Brezovec i izvedbeni kolektiv BADCo.

### 2003.
Fokus ovog izdanja festivala (tj. međunarodnog dijela programa) bio je pokazati nove razvojne crte cirkusa kao izvedbene umjetnosti.[xix]
Međunarodne grupe i autori: Acrobat, The Happy Sideshow (Australija), Living Dance Studio (Kina), Motus (Italija), Showcase Beat le Mot (Njemačka).
Regionalne grupe i autori: Damir Bartol Indoš, BADCo. (Hrvatska), Tomi Janežic (Slovenija).

### 2004.
Ove godine festival je prikazao nove radove kazališnih grupa koje su imale kontinuitet izvođenja na Eurokazu, želeći time prikazati razvoj njihove poetike, ali i afirmirati njihovu važnost u europskom kazališnom kontekstu.[xx]
Međunarodne grupe i autori: Societas Raffaello Sanzio (Italija), La Fura dels Baus (Španjolska), Kim Itoh + Glorious Future (Japan), Compagnie Felix Ruckert (Njemačka), Lucky Pierre (SAD), Compagnie 111 (Francuska).
Predstave su izveli još i slovenska grupa Via Negativa, a popratni program prikazao je radove nastale na Akademiji dramske umjetnosti u Zagrebu (Bobo Jelčić, Dario Harjaček).

### 2005.
Tema ovog izdanja festivala bila je inovacija u prostoru kazališnog konzervativizma, tj. prikazivanje onih poetika koje ne idu sve do rušenja dijeljenih svjetonazora i konvencija (što je aspekt onoga kako se inače shvaća avangardno i inovativno kazalište).[xxi]
Međunarodni dio programa: Goat Island (SAD), Grupo de Rua de Niterói i Bruno Beltrao (Brazil), Compagnie La Baraka i Abou Lagraa (Francuska), Paul D. Miller a.k.a. DJ Spooky that Subliminal Kid (SAD), Rosas (Belgija), Compagnia Sud Costa Occidentale, Fratelli Mancuso (Italija), Béla Pintér & Company (Mađarska), KVS/DASTHEATER (Belgija).
Grupe iz Hrvatske: Šušur Bol, k.o./Kombinirane operacije, Labin Art Express.

### 2006.
Ovo izdanje festivala obilježava odluka da se Eurokaz počne baviti i koprodukcijom predstava, uz njihovu prezentaciju. Tako su prikazana četiri rada autora iz regije nastala u koprodukciji s festivalom. Međunarodni dio festivala nastavlja tradiciju prikazivanja novih tendencija u izvedbenim umjetnostima.[xxii]
Međunarodne grupe i autori: Bugrtheater (Austrija), John Jasperse Company (SAD), Béla Pintér & Company (Mađarska) i Deborah Colker (Brazil).
Od autora iz regije radove su prikazali: Nick Upper, Via Negativa (Slovenija), Branko Brezovec, Bacači sjenki i k.o./Kombinirane operacije (Hrvatska).

### 2007.
Nastavljajući model koprodukcije započet prijašnje godine, ovo izdanje prikazalo je predstave dramaturški koncipirane upravo za Eurokaz: tema oko koje su osmišljene bila je ostavština Josipa Broza Tita.[xxiii]
Međunarodna kazališta i grupe koje su sudjelovale u koprodukcijama bile su: Schöne Gegend, Kampnagel (Njemačka), The Temple Company (Kairo), Compagnie Felix Ruckert (Njemačka), Akhe (Rusija) i Laboratorio Nove (Italija).
Od hrvatskih autora radove su predstavili Damir Bartol Indoš i Branko Brezovec. Kazališta koja su sudjelovala u koprodukcijama bila su Studentski centar/Teatar ITD (Hrvatska), i Crnogorsko narodno pozorište. 

### 2008.
Te godine je program opet bio podijeljen u nekoliko blokova: jedan se bavio novim tendencijama i poetikama američkog kazališta (koje je zadnji put na Eurokazu bilo predstavljeno 1988. g.), drugi blok prikazao je predstave domaćih autora nastale u koprodukciji s Eurokazom, a treći blok predstavljao je ponovno azijske umjetnike.[xxiv]
Iz SAD-a gostovali su sljedeće grupe i autori: Wooster Group, Goat Island, Nature Theater of Oklahoma, Cynthia Hopkins i Gloria Deluxe.
Azijski umjetnici bili su: Roysten Abel (Indija) Akram Khan Company (Velika Britanija) i Kineski nacionalni balet,
U koprodukcijama su svoje radove prikazali: Miran Kurspahić, Anja Maksić Japundžić, Marina Petković-Liker i Marko Juraga.

### 2009.
Te godine je izdanje festivala bilo koncipirano oko teme smrti.[xxv]
Od međunarodnih grupa i autora svoje radove prikazali su: Scenes de la terre, Compagnie 111 (Francuska), Hotel Modern (Nizozemska), Forced Entertainment (Velika Britanija) i Laszlo Najmanyi (Mađarska).
Osim njih prikazane su predstave hrvatskih autora: Zlatka Burića Kiće, zatim Saše Božića i Simona Bogojevića Naratha (u suradnji s Nicolasom Varchavskyjem i Eduardom Molinarijem iz Argentine).

### 2010.
Te godine se Eurokaz po prvi puta održava na jednom mjestu, dvorani Gorgona u zagrebačkom Muzeju suvremene umjetnosti. Mijenja se i format manifestacije, koja te godine nije bila festival: predstave su se prikazivale tijekom više mjeseci. Ipak, radovi se i dalje sabiru oko jedne teme, a te godine je to bilo pitanje etike suradnje u izvedbenim umjetnostima.[xxvi]
U međunarodnom dijelu festivala nastupili su: Brice Leroux/Continuum vzw (Francuska/Belgija), Giuseppe Chico (Italija), François-Michel Pesenti (Francuska), Marionetsko kazalište Youkiza (Japan), Compagnie 111, Frédéric Fisbach (Francuska), Benoît Lachambre, Louise Lecavalier, Laurent Goldring, Hahn Rowe (Kanada), Santasangre (Italija), MaisonDahlBonnema (Nizozemska) i Needcompany (Belgija).
Od autora iz regije svoje radove predstavili su: Branko Brezovec, Barbara Matijević, Anja Maksić Japundžić, Saša Božić (Hrvatska); Via Negativa (Slovenija).

### 2011.
Izdanje ove godine fokusiralo se na daljnje prikazivanje kvalitetnih izvedbenih radova, unatoč financijskim poteškoćama zbog kojih na festivalu nije moglo nastupiti nekoliko grupa oko kojih su bili koncipirani temati.[xxvii]
Tako su u međunarodnom dijelu programa nastupili: Akram Khan Company (Velika Britanija), Studios Kabako (Kongo), Vivarium Studio (Francuska), Santasangre (Italija), Vincenzo Carta (Belgija), Dewey Dell (Italija). Prikazana je i retrospektiva tada nedavno preminulog njemačkog umjetnika Christopha Schlingensiefa.
Od hrvatskih autora svoje radove prikazali su Anja Maksić Japundžić i Branko Brezovec.

### 2012.
Izdanje Eurokaza te godine naglasak je stavilo na glazbu (tj. „muzički gestus“) kao odredben element kazališne izvedbe.[xxviii]
U međunarodnom dijelu programa nastupili su: Israel Galván (Španjolska), Pierre Rigal (Francuska); u koprodukciji s Eurokazom: CREW_eric joris (Belgija), Claudia Bosse (Njemačka) i Theatercombinat (Austrija).
Od hrvatskih autora radove su predstavili Dalibor Martinis i Branko Brezovec.

### 2013.
Te godine održano je zadnje izdanje festivala. Gordana Vnuk tu odlučuje prestati s organizacijom Eurokaza u festivalskom formatu, citirajući pristup Hrvatske Europskoj uniji kao ostvarenje komunikacije s Europom na umjetničkom i kulturnom planu, što opisuje kao zatvaranje polazišta od kojih je Eurokaz krenuo još 1987. g.[xxix]
Naglasak tog zadnjeg izdanja festivala bio je stavljen na grupe koje su pomogle Eurokazu da se afirmira na europskoj kulturnoj sceni, ali i na nove autore, pokušavajući time izbjeći mainstream trendove i prikazivanje samo onih radova koji su naišli na širu afirmaciju.[xxx]
U međunarodnom dijelu festivala nastupili su: Akram Khan Company (Velika Britanija), Atra Bilis (Španjolska), Societas Raffaello Sanzio (Italija), Studios Kabako (Kongo).
Od autora iz regije svoje radove predstavili su: Dalibor Martinis, Branko Brezovec (Hrvatska), Dragan Živadinov i Via Negativa (Slovenija).
Od gašenja festivala, Eurokaz i dalje postoji kao produkcijska kuća.[xxx]

## Vanjske poveznice
- Službena internetska stranica Eurokaza (hrvatski, engleski)
- Arhiva festivala: 1987.-2003., s fotodokumentacijom
- Arhiva festivala: 1987-2013.